# Stanisław Marczewski
Stanisław Marczewski (ur. 18 kwietnia 1896 w Warszawie, zm. 22 sierpnia 1979) – pułkownik Wojska Polskiego, profesor zwyczajny doktor habilitowany nauk medycznych, wieloletni pracownik naukowy Wojskowego Instytutu Medycyny Lotniczej. 

## Życiorys
Urodził się 18 kwietnia 1896 w Warszawie, w rodzinie Stanisława. W 1922 roku ukończył studia na Wydziale Lekarskim Uniwersytetu Warszawskiego i został powołany do zawodowej służby wojskowej, podczas której pełnił obowiązki lekarza wojskowego w jednostkach i szpitalach wojskowych (szpital wojskowy w Dęblinie, Szpital Ujazdowski). Pracował na oddziałach chorób wewnętrznych i zakaźnych oraz prowadził badania doświadczalne, których wyniki ogłaszał drukiem w czasopismach polskich i zagranicznych. Z dniem 1 stycznia 1929 roku został przeniesiony z 15 Pułku Piechoty w Dęblinie do 1 Szpitala Okręgowego w Warszawie na stanowisko pełniącego obowiązki starszego ordynatora. W sierpniu tego roku został przeniesiony do 30 Pułku Piechoty w Warszawie na stanowisko lekarza. 18 lutego 1930 roku został mianowany majorem ze starszeństwem z 1 stycznia 1930 roku i 14. lokatą w korpusie oficerów sanitarnych, grupa lekarzy. W czerwcu 1930 roku został przeniesiony do Centrum Badań Lotniczo-Lekarskich na stanowisko ordynatora. W 1935 został oddelegowany do Paryża, gdzie prowadził badania nad białkiem surowicy krwi ludzkiej w Zakładzie Chemii Fizjologicznej Wydziału Lekarskiego Uniwersytetu Paryskiego oraz badania nad wpływem wysokości na ustrój zwierzęcy w Instytucie Medycyny Lotniczej. Wyniki badań były przedstawione na posiedzeniu Francuskiej Akademii Nauk i ogłoszone drukiem w periodyku Comptes Rendus de l’A- cadémie de Sciences w 1935 i 1936 roku. W Instytucie Badań Lotniczo-Lekarskich pracował do września 1939 roku.
Podczas okupacji i Powstania Warszawskiego pracował w warszawskich szpitalach. Brał udział w Powstaniu Warszawskim w walkach na Mokotowie.
W kwietniu 1945 został powołany do ludowego Wojska Polskiego. Objął kierownictwo ruchomego Laboratorium Sanitarno-Epidemicznego. We wrześniu 1946 został szefem Oddziału Badawczo-Doświadczalnego Fizjologii Centralnego Ambulatorium Medycyny Lotniczej. W 1947 uzyskał tytuł docenta habilitowanego. W 1950 roku na polecenie dowódcy Wojsk Lotniczych przebadał cały personel latający jednostek lotniczych w samolocie Li-2 w czasie lotu na wysokości 7000 metrów. Badań tych nie można było przeprowadzić na ziemi, gdyż dopiero trwał montaż barokomory dla ludzi, którą w myśl propozycji i koncepcji płk. Marczewskiego, a według projektu prof. inż. Wolskiego z Politechniki Warszawskiej wykonała Stocznia Gdańska. Jako etatowy zastępca szefa do spraw naukowych sprawował ogólne kierownictwo naukowe nad pracami Instytutu. Od listopada 1959 do lipca 1968 pełnił funkcję zastępcy komendanta Centralnego Instytutu Badań Lotniczo-Lekarskich (CIBLL) ds. naukowych. Od września 1954 do lutego 1955 czasowo pełnił obowiązki Komendanta CIBLL. W 1963 otrzymał tytuł profesora nadzwyczajnego. Niezależnie od tego prowadził własne badania nad białkiem surowicy krwi oraz badania doświadczalne nad wpływem promieni pozafiołkowych i podczerwonych, promieni rentgenowskich i promieni gamma na uwolnienie białka z surowicy krwi. W dorobku naukowym miał ponad 30 publikacji. W 1969 roku został przeniesiony w stan spoczynku. Nadal jednak prowadził badania na zwierzętach nad wpływem stałego pola magnetycznego na mózg oraz wykorzystaniem opracowanego hełmu magnetycznego do badań na ludziach. 
Pochowany na cmentarzu Powązki Wojskowe w Warszawie (kwatera CII 11-6-10). 

## Ordery i odznaczenia
- Krzyż Komandorski Orderu Odrodzenia Polski[7]
- Krzyż Kawalerski Orderu Odrodzenia Polski[7]